# IC 4209
IC 4209 је спирална галаксија у сазвјежђу Дјевица која се налази на листи објеката дубоког неба у Индекс каталогу.
Деклинација објекта је - 7° 10' 15" а ректасцензија 13h 10m 22,4s. Привидна величина (магнитуда) објекта IC 4209 износи 13,7 а фотографска магнитуда 14,5. IC 4209 је још познат и под ознакама MCG -1-34-9, IRAS 13077-0654, PGC 45702.